# Корчевский сельсовет (Хойникский район)
Корчевский сельсовет (бел. Карчо́ўскі сельсавет) — упразднённая административно-территориальная единица в составе Хойникского района Гомельской области. Центр — деревня Корчевое.

## История
После второго укрупнения БССР с 8 декабря 1926 года сельсовет в составе Хойникского района Речицкого округа БССР. Центр — деревня Корчевое. 
С 9 июня 1927 года в составе Гомельского округа. 
30 декабря 1927 года сельсовет укрупнен, в его состав вошла территория упраздненного Горошковского сельсовета. 
После упразднения окружного раздела 26 июля 1930 года в составе Хойникского района БССР. 
В 1938 году деревня Корчевое (бел. Карчовае) переименована в Корчев (бел. Карчоў). 
С 20 февраля 1938 года в составе Полесской области, с 8 января 1954 года — в составе Гомельской области. 
16 июля 1954 года упразднен, территория присоединена к Заболотскому сельсовету.

## Состав
- Корчевое — деревня